# Bahnhof Wohlen
Der Bahnhof Wohlen ist der Bahnhof von Wohlen im Kanton Aargau. Er wurde 1874 zusammen mit der Aargauischen Südbahn eröffnet. Heute wird er von den Schweizerischen Bundesbahnen (SBB) genutzt, zudem ist er der westliche Ausgangspunkt der Bremgarten-Dietikon-Bahn der Gesellschaft Aargau Verkehr. Nicht mehr in Betrieb ist die Wohlen-Meisterschwanden-Bahn. Darüber hinaus ist der Bahnhof Wohlen ein bedeutender Knotenpunkt des regionalen Busverkehrs.

## Anlage
Die Anlage befindet sich knapp einen halben Kilometer südwestlich des Ortszentrums, schräg gegenüber der Reformierten Kirche. Sie ist von Nordwesten nach Südosten ausgerichtet und verfügt über insgesamt acht Gleise. Das 55 Meter lange, im Mittelteil zweistöckige Aufnahmegebäude mit Walmdach ist im klassizistischen Stil errichtet. Es besitzt eine braunrote Fassade mit sandsteinfarbenen Risaliten. Daran grenzt ein gleich langer Güterschuppen mit Verladerampe, der jedoch nicht mehr diesem Zweck dient. Das denkmalgeschützte Bahnhofsgebäude ist im Schweizerischen Inventar der Kulturgüter von regionaler Bedeutung verzeichnet. Es entstand nach den Plänen des SCB-Architekten Fechter gebaut, der auch die Bauleitung für das Gebäude innehatte. Das Aufnahmegebäude enthält ein Reisezentrum der SBB. Im Vorraum befindet sich das Stellwerk des Typ Domino 67, das seit 2004 von Olten aus ferngesteuert wird.
Das Gleis 1 am Hausperron wird nur selten verwendet. Zwischen den Gleisen 2 und 3 liegt ein 250 Meter langer überdachter Mittelperron, auf dem der gesamte Personenverkehr der SBB abgewickelt wird. Die Gleise 4 und 5 dienen als Kreuzungs- und Überholgleise für den Transitgüterverkehr. Gleis 6 verfügt über einen überdachten Seitenperron für die mittlerweile eingestellte Wohlen-Meisterschwanden-Bahn und dient ansonsten zum Abstellen. Zwei kürzere Gleise, die aus südöstlicher Richtung kommend am Güterschuppen endeten, sind entfernt worden. Durch den Vorplatz von der übrigen Anlage getrennt, befindet sich unterhalb der Kirche die Endstation der schmalspurigen Bremgarten-Dietikon-Bahn von Aargau Verkehr, bestehend aus zwei Stumpfgleisen und einem kurzen überdachten Seitenperron. Südöstlich des Bahnhofs bestand bis 2016 ein Übergang zwischen Normalspur- und Schmalspurnetz, sodass Güterzüge auf einem Dreischienengleis ohne Umladen bis nach Bremgarten West verkehren konnten.
Der Mittelperron ist durch zwei Personentunnel erreichbar. Der ältere mit Baujahr 1982 beginnt an der Ostseite des Aufnahmegebäudes gegenüber den Gleisen der Bremgarten-Dietikon-Bahn und führt zum Wohngebiet Farnbühl an der Südseite, wobei auch der nicht mehr genutzte Perron der Wohlen-Meisterschwanden-Bahn angebunden wird. Der jüngere wurde 2018 fertiggestellt und stellt die Verbindung zum Busbahnhof sowie zu einem unterirdischen Parkhaus mit 107 Abstellplätzen her. Auf dem westlichen Teil des Bahnhofsplatzes steht der Bushof mit elf Haltestellen. Über diese spannt sich ein 110 Meter langes und 180 Tonnen schweres Stahldach, dessen Form einem Strohgeflecht nachempfunden ist.

## Angebot

### Fernverkehr
- 6 Olten – Lenzburg – Arth-Goldau (Südbahn-Express, nur am Wochenende)

### Regionalverkehr
Es verkehren Züge der S-Bahn Aargau nach Rotkreuz, Aarau und Brugg. Zusätzlich verkehren in der Abend- bzw. Morgenspitze Direktzüge der S-Bahn Zürich von und nach Zürich. Wohlen ist der westliche Endpunkt der Bremgarten-Dietikon-Bahn.
- S 17 Dietikon – Bremgarten – Wohlen
- S 25 Brugg – Othmarsingen – Wohlen – Muri
- S 26 Olten – Aarau/Lenzburg – Wohlen – Muri – Rotkreuz
- S 42 (Zürich HB – Dietikon – Wohlen – Muri) Verkehrt nur in Hauptverkehrszeiten.

### Busverkehr
Vom Vorplatz des Bahnhofs aus verkehren Postautos nach Dottikon, Hägglingen, Mellingen Heitersberg, Rottenschwil und Uezwil. Die Gesellschaft Limmat Bus betreibt eine Buslinie nach Meisterschwanden, als Ersatz für die stillgelegte Wohlen-Meisterschwanden-Bahn. Darüber hinaus sorgt ein aus sechs Linien bestehendes Ortsbusnetz für die Feinerschliessung.
Postauto
- 336 Wohlen – Niederwil – Stetten – Mellingen Heitersberg
- 341 Wohlen – Waltenschwil – Rottenschwil – Bünzen – Rottenschwil
- 342 Wohlen – Büttikon – Uezwil
- 345 Wohlen – Anglikon – Dottikon – Hägglingen
- 346 Wohlen – Villmergen – Dintikon – Dottikon – Hägglingen

Limmat Bus
- 340 Wohlen – Villmergen – Hilfikon – Sarmenstorf – Fahrwangen – Meisterschwanden

Ortsbus Wohlen
- 1 Bahnhof – Halde – Hochwacht – Bahnhof
- 3 Bahnhof – Planzer
- 4 Bahnhof – Bünzmatt – Rigacker – Anglikon Brändliacker
- 5 Bahnhof – Bifang – Gewerbering – Junkholz
- 8 Bahnhof – Kantonsschule – Bahnhof
- 9 Bahnhof – Haldenschulen – Bahnhof

## Bilder

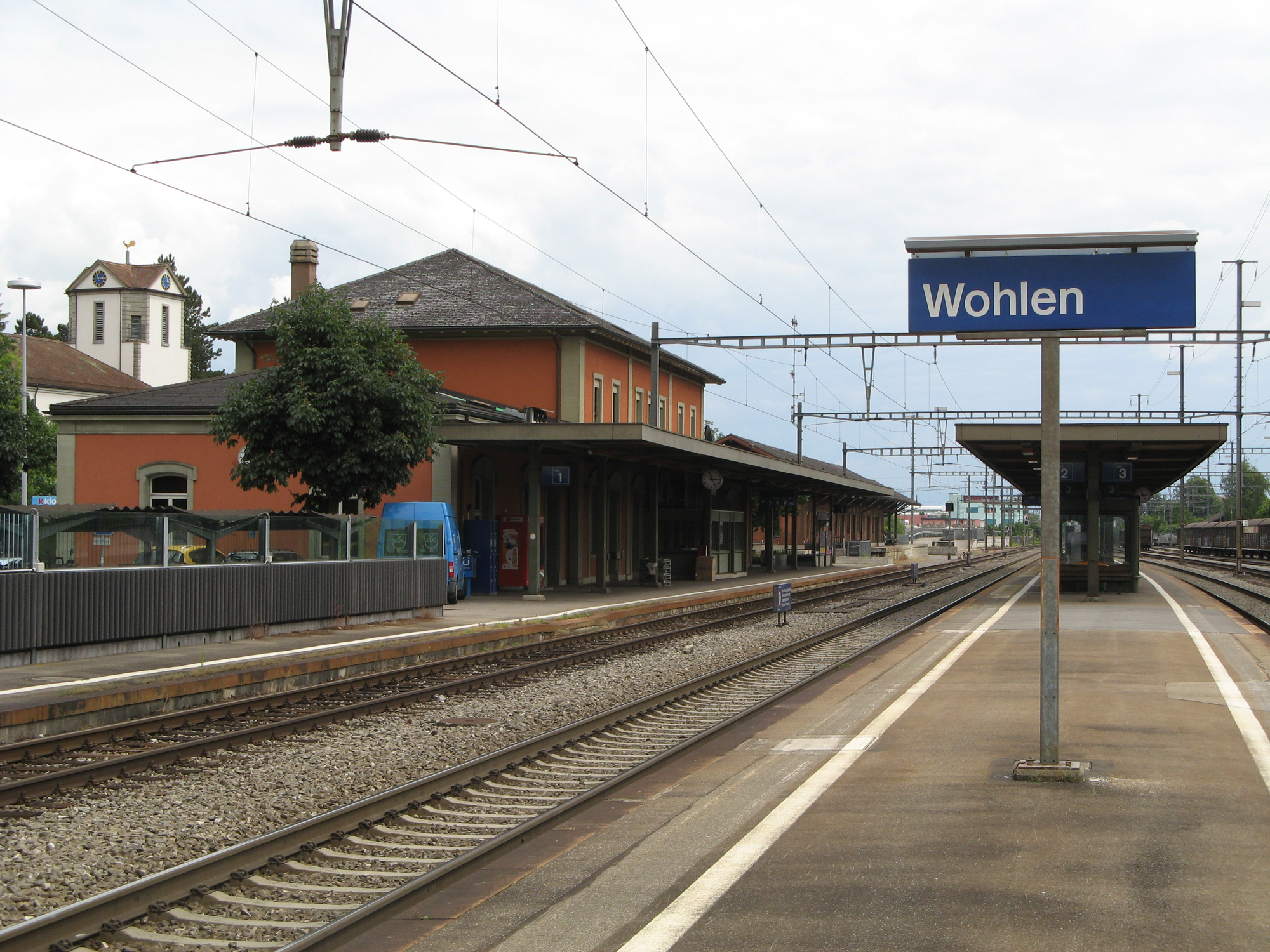
Blick auf Mittel- und Hausperron
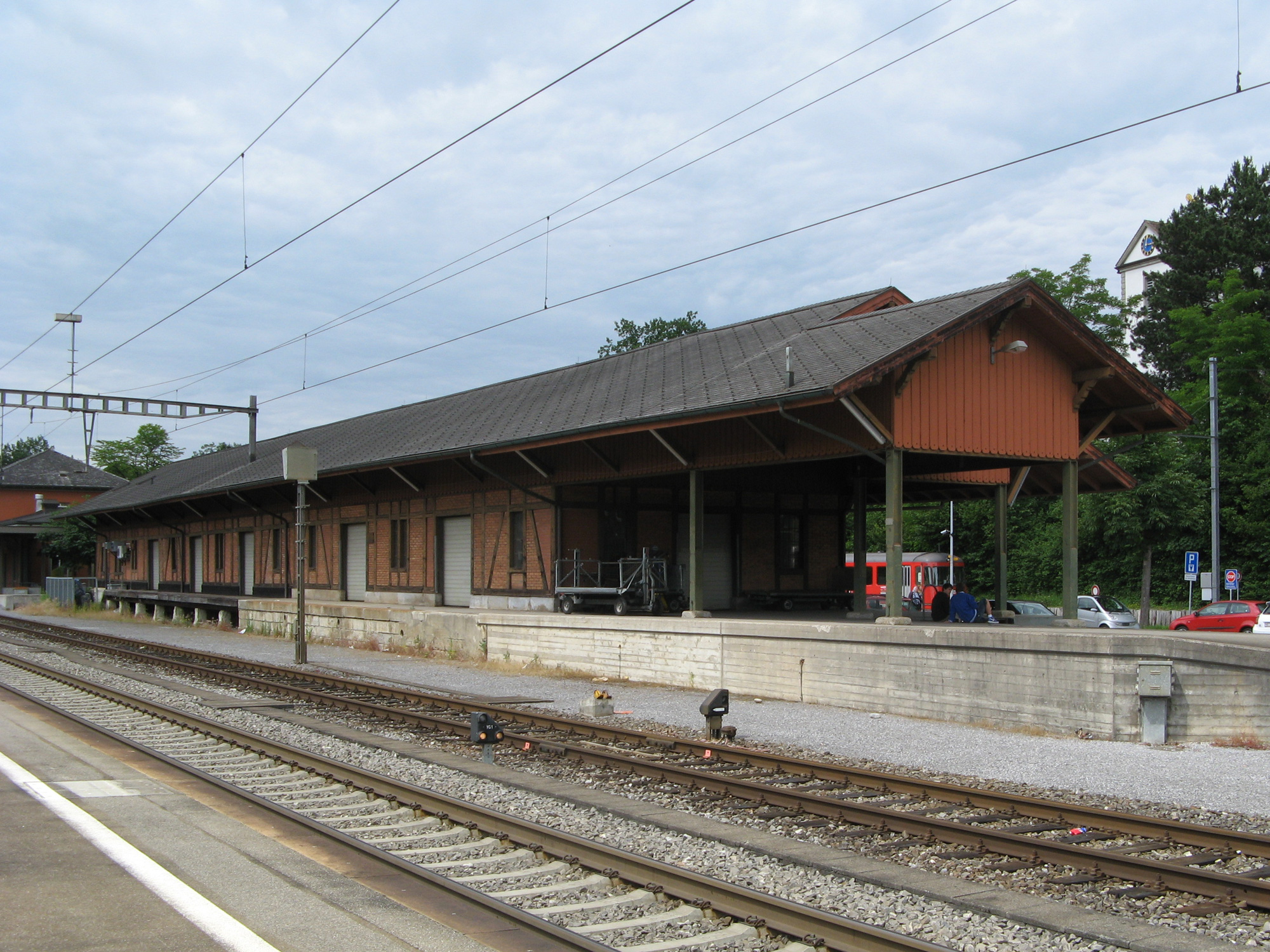
Güterschuppen
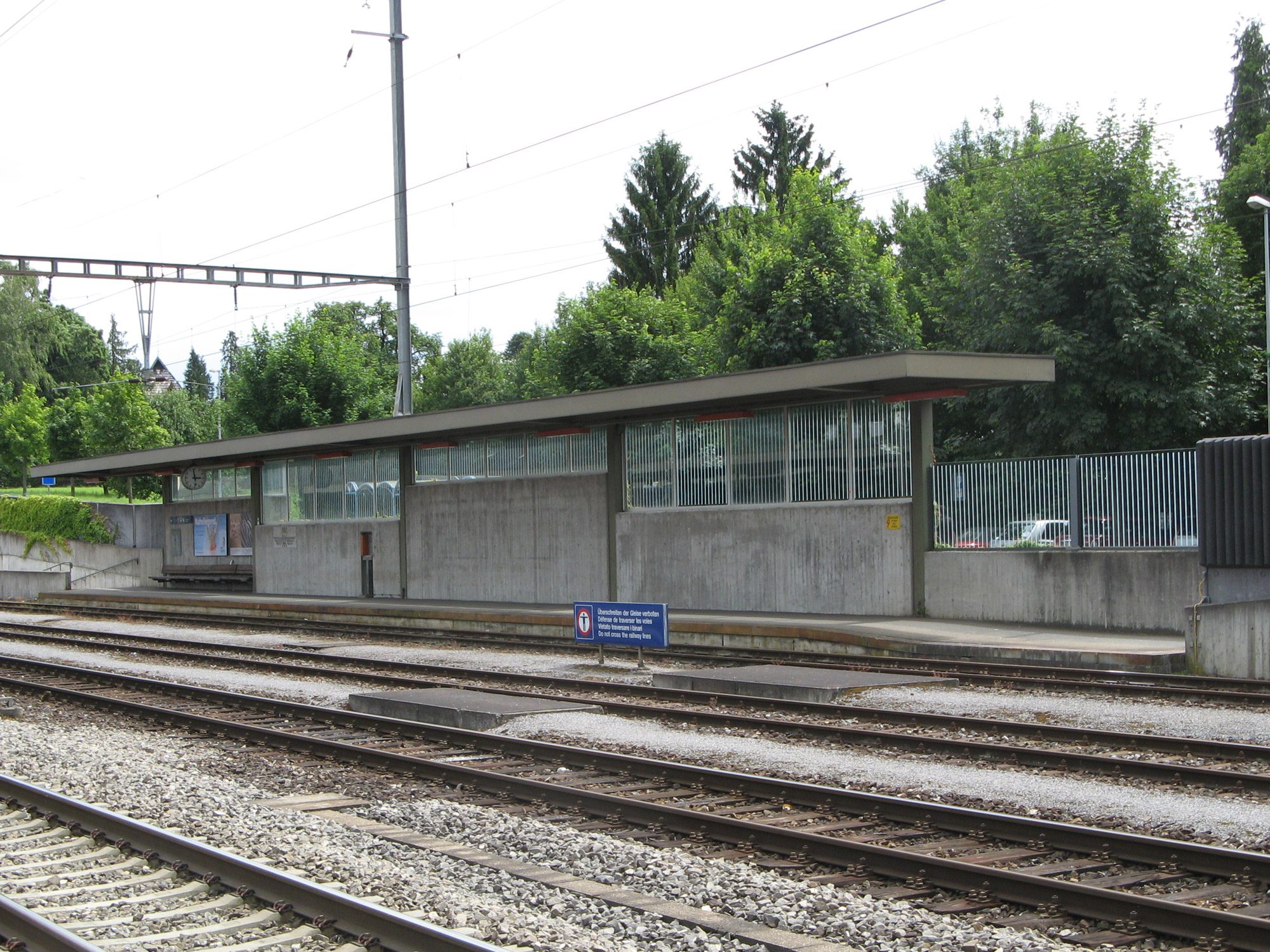
Nicht mehr genutzter Seitenperron der Wohlen-Meisterschwanden-Bahn
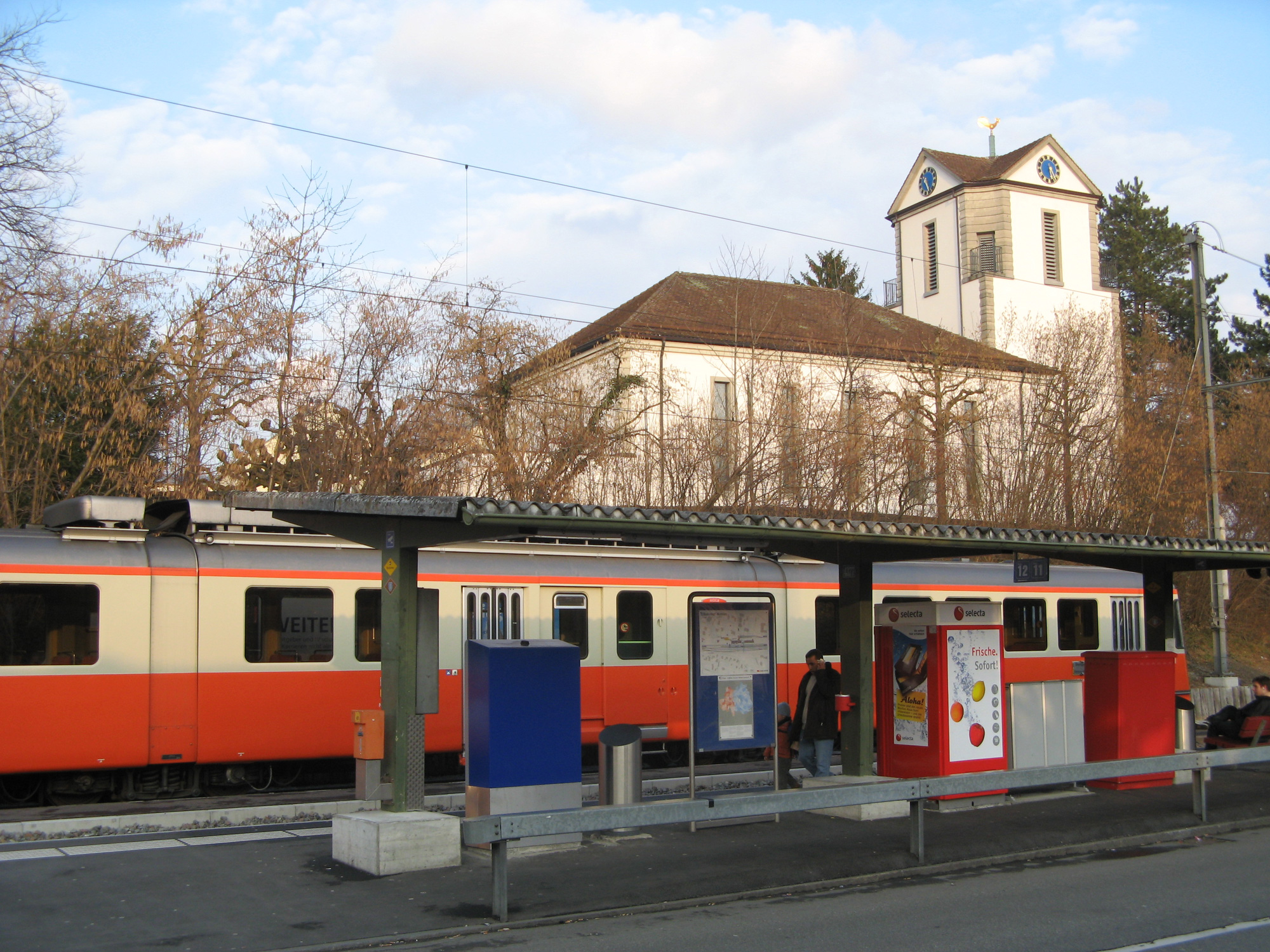
Perron der Bremgarten-Dietikon-Bahn auf dem Vorplatz, dahinter die reformierte Kirche

## Geschichte

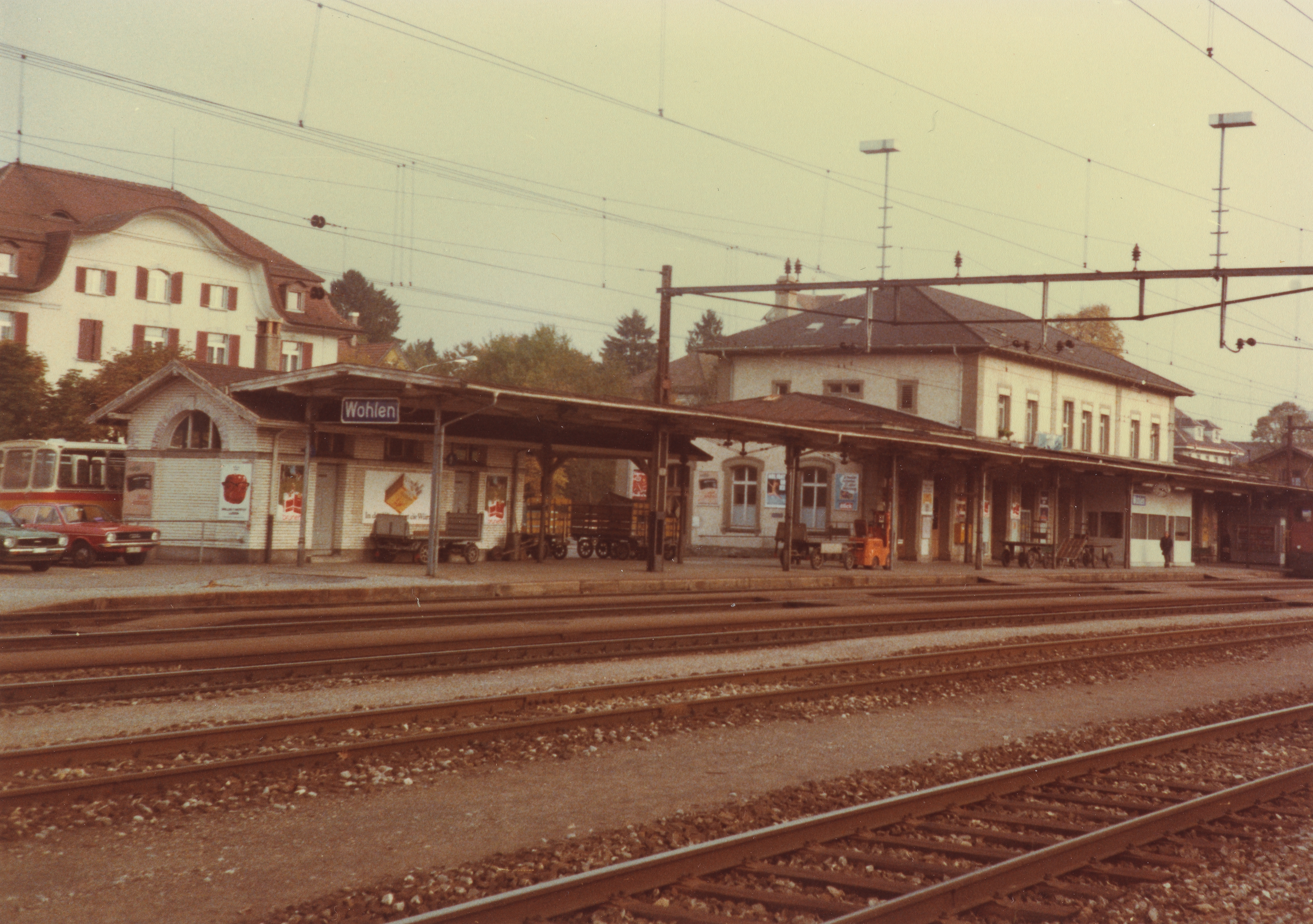
Stations- und Nebengebäude, Bahnseite ca. 1980

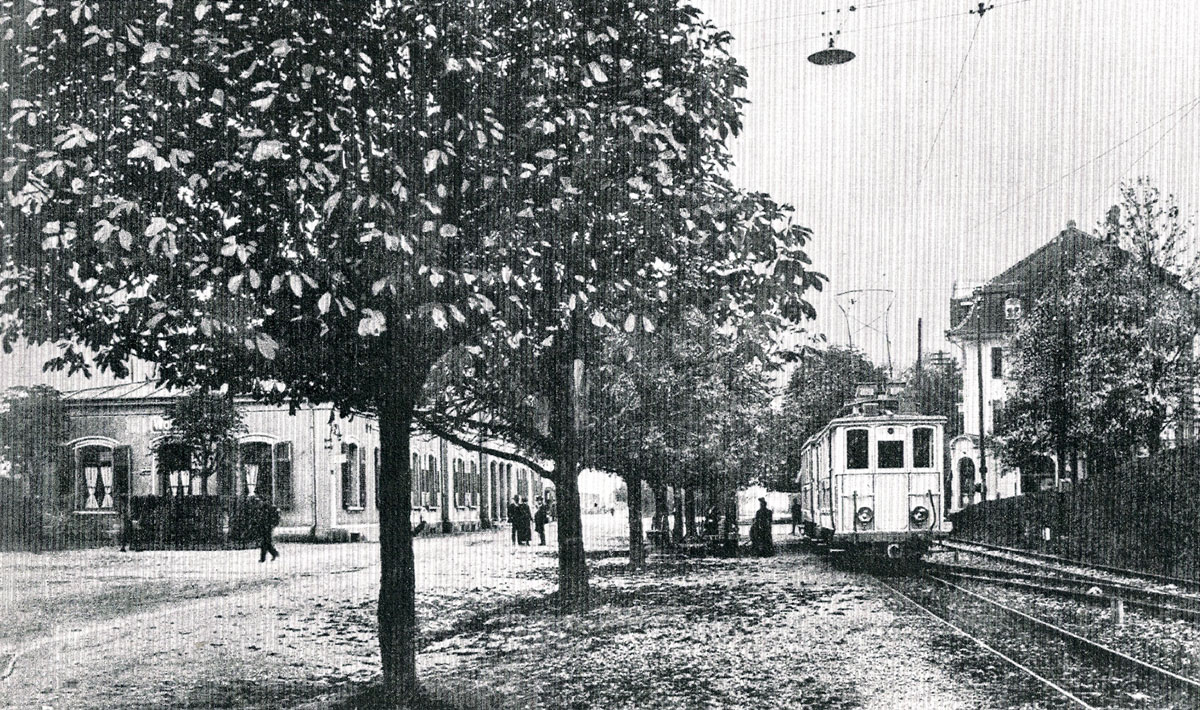
Bahnhof im Jahr 1912

Ab 1835 bestand eine tägliche Postkutschenverbindung zwischen Lenzburg und Wohlen. Obwohl der Kutschenverkehr laufend ausgebaut wurde, genügte er den wachsenden Ansprüchen bald nicht mehr. Insbesondere die einflussreiche, aufstrebende Strohgeflechtindustrie verlangte einen Anschluss ans Schweizer Eisenbahnnetz. Verschiedene Unternehmen überzeugten die Gemeindeversammlung, sich mit einer halben Million Franken an der Aargauischen Südbahn zu beteiligen. Am 23. Juni 1874 wurde die 13,3 km lange Teilstrecke Rupperswil–Lenzburg–Wohlen eröffnet, die 9,7 km lange Teilstrecke Wohlen–Muri folgte am 1. Juni 1875. Das Aufnahmegebäude und der Güterschuppen waren erst im zweiten Betriebsjahr vollendet; hinzu kamen eine Postwagenremise, eine Drehscheibe und eine Wasserstation mit Kran. Die Wohlen-Bremgarten-Bahn eröffnete am 1. September 1876 eine 7,0 km lange Zweigstrecke nach Bremgarten. Mit der Fertigstellung des Abschnitts Muri–Rotkreuz (17,9 km) war die Südbahn ab 1. Dezember 1881 auf ihrer gesamten Länge befahrbar und ermöglichte sieben Monate später den Anschluss an die Gotthardbahn.
Die neu gegründeten Schweizerischen Bundesbahnen (SBB) übernahmen am 1. Januar 1902 sowohl die Aargauische Südbahn als auch die Wohlen-Bremgarten-Bahn. In den folgenden Jahren erstellten sie einen Anbau am Aufnahmegebäude und eine Waschanlage für Güterwagen. Durch die Übernahme, den Umbau und die Elektrifizierung der Wohlen-Bremgarten-Bahn konnte die Bremgarten-Dietikon-Bahn am 8. Februar 1912 den durchgehenden schmalspurigen Betrieb zwischen Wohlen und Dietikon aufnehmen, wobei das Teilstück bis zum Bahnhof Bremgarten West mittels eines Dreischienengleises weiterhin für normalspurige Güterzüge befahrbar blieb.
In den ersten vier Jahrzehnten trug der Bahnhof die Bezeichnung «Wohlen-Villmergen». Dies änderte sich am 18. Dezember 1916 mit der Eröffnung der über Villmergen und Sarmenstorf nach Fahrwangen führenden Wohlen-Meisterschwanden-Bahn, womit der Ausbau zum Eisenbahnknotenpunkt abgeschlossen war. Am 5. Mai 1927 erfolgte die Elektrifizierung der Südbahn, ab 19. Mai 1930 war der Abschnitt Wohlen–Dottikon doppelspurig befahrbar, während die Doppelspur des Abschnitts Wohlen–Boswil bis zum 4. April 1966 auf sich warten liess. Dennoch bestand bis 1981 wegen eines ebenerdigen Bahnübergangs südöstlich des Bahnhofs weiterhin ein rund 700 Meter langer Einspurabschnitt – ein Flaschenhals auf der ansonsten vollständig zweigleisig ausgebauten Transitgüterstrecke zwischen Hamburg und dem südlichen Italien.
Ende der 1970er Jahre planten die SBB einen grundlegenden Umbau des Bahnhofs Wohlen. Das entsprechende Projekt wurde im Juni 1980 in einer Volksabstimmung angenommen, der Spatenstich erfolgte am 30. September desselben Jahres. Bisher verfügte der Bahnhof über einen Zwischenperron, der nur durch Überschreiten mehrerer Gleise erreichbar war und somit ein Sicherheitsrisiko darstellte. Es entstanden ein neuer, schienenfrei zugänglicher Mittelperron und ein Seitenperron für die Wohlen-Meisterschwanden-Bahn. Das Bahnhofgebäude wurde renoviert und der Vorplatz den veränderten Bedürfnissen von Fussgängern und Busfahrgästen angepasst. Der umgebaute Bahnhof wurde im August 1982 im Rahmen eines viertägigen Volksfestes offiziell eingeweiht. Am 31. Mai 1997 stellte die Wohlen-Meisterschwanden-Bahn den Personenverkehr ein; erhalten blieb ein kurzer Abschnitt ins Industriegebiet, der sporadisch für den Güterverkehr genutzt wird. Wegen fehlender Pächter wurde das Bahnhofsrestaurant geschlossen und im März 2008 durch einen Laden von Coop Pronto ersetzt.
2011 begann die Planung einer weiteren umfassenden Neugestaltung der Bahnhofanlage. Ab Mai 2018 wurde sie vollständig erneuert und umgebaut. Dabei verbreiterte man den Mittelperron und erhöhte ihn gleichzeitig auf 55 cm, um einen stufenlosen Einstieg in Niederflurwagen zu ermöglichen. Zusätzlich entstand eine zweite Unterführung zu den Bushaltestellen. Nach acht Monaten Bauzeit waren die Arbeiten am 26. November 2018 abgeschlossen. Die Wohler Stimmberechtigten genehmigten am 10. Juni 2018 ein Umbauprojekt. Bis Dezember 2021 entstanden ein neuer und markant erweiterter Bushof sowie eine unterirdische Park-and-ride-Anlage. Von Juni 2024 bis Juni 2025 wurden das historische Aufnahmegebäude vollumfänglich renoviert und die bisherigen Billettschalter der 1980er Jahre durch ein neues SBB-Reiszentrum ersetzt. An die Stelle des Ladens von Coop Pronto trat im August 2025 eine Migrolino-Filiale.
Die an der Planung des Bahnhofumbaus beteiligten Partner einigten sich im Juni 2018, nach langem Zögern seitens der SBB, auf den Abbruch des Güterschuppens. Auf der dadurch frei werdenden Fläche sollen die Schmalspurgleise der Bremgarten-Dietikon-Bahn in den Bahnhof geführt werden, wodurch die bisherige Endstation auf der gegenüberliegenden Seite des Platzes entfallen kann. Dieses Teilprojekt sollte ursprünglich bis 2023 umgesetzt werden, verzögerte sich aber.